# Dolichophonus loudonensis
Dolichophonus loudonensis — викопний вид скорпіонів, що жив в силурійському періоді (436-428 млн років тому). Викопні рештки знайдено в Шотландії. 

## Опис
Довжина карапакса - 9,25 мм; ширина в задній частині - 6,4 мм. Головогрудний щит помітно витягнутий, увігнутий на передньому краю. Педипальпи довгі, з витягнутими тонкими члениками. Пальці педипальп з увігнутими внутрішніми краями, основа клешні довша пальців. Членики ніг різної довжини.